# Kittim

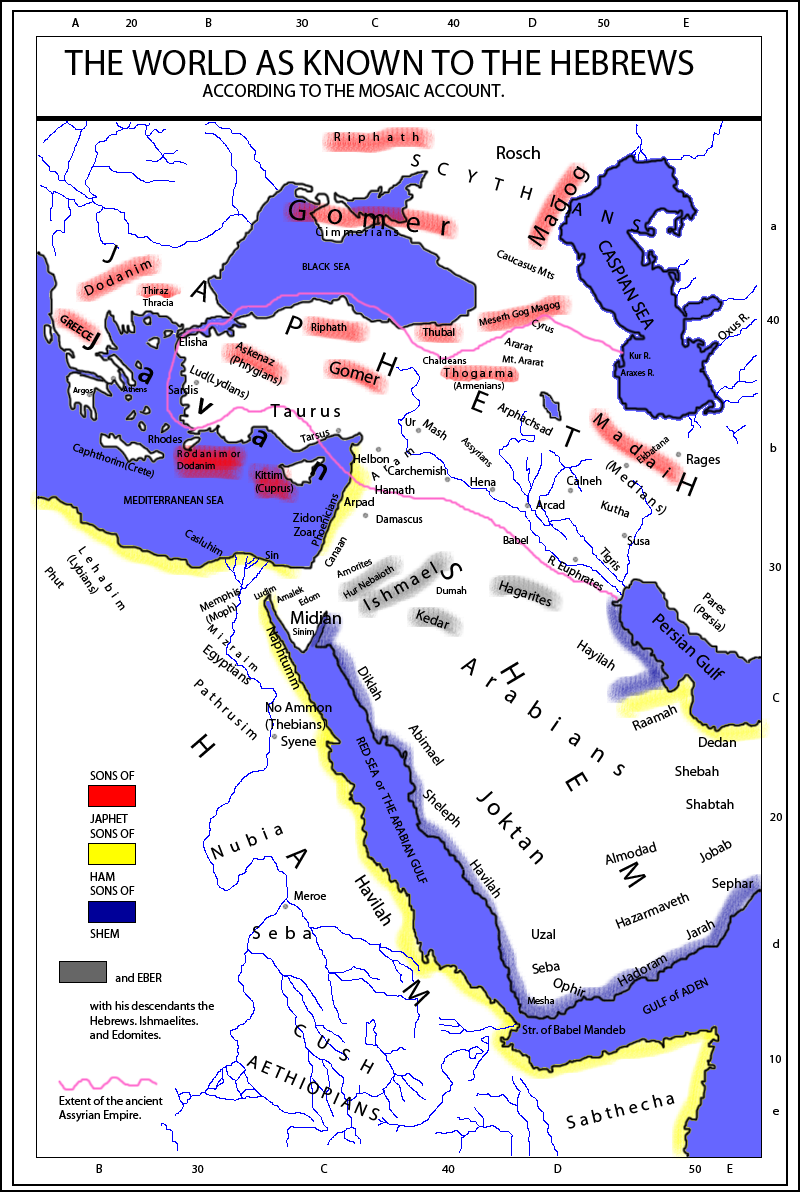
Świat znany autorom biblijnym

Kittim (hebr. כִּתִּים) – według Biblii syn Jawana i wnuk Jafeta (Rdz 10,4). Później jego imienia używano jako terminu geograficznego o szerokim znaczeniu.
Hebrajska nazwa Kittim pochodzi od położonego w południowo-wschodniej części Cypru greckiego miasta Kition i była synonimem nazwy wyspy (w takim kontekście występuje m.in. w Iz 23,1). Józef Flawiusz poświadcza, iż nazwę Chetim Żydzi odnosili do Cypru oraz większości krain nadmorskich (Dawne dzieje Izraela, I,VI,1). Wraz z poszerzaniem się horyzontów geograficznych starożytnych Izraelitów termin Kittim stał się zbiorczym określeniem krajów położonych w północnej części basenu Morza Śródziemnego. W Księdze Daniela (11,30) nazwa ta oznacza Rzym, natomiast w 1 Księdze Machabejskiej (1Mch 1,1; 8,5) Macedonię.
W rękopisach z Qumran Kittim oznacza wielkie, niegodziwe imperium, którego rządy nad światem poprzedzą nastanie czasów mesjańskich. W takim kontekście termin ten używany jest m.in. w Zwoju Wojny, gdzie odnosi się do Egiptu Ptolemeuszy i państwa Seleucydów, oraz w 1QpHab, gdzie symbolizuje imperium rzymskie.